# Élections parlementaires italiennes de 1983
Les élections parlementaires italiennes de 1983 (en italien : Elezioni politiche italiane del 1983) se tiennent les dimanche 26 et lundi 27 juin 1983, afin d'élire les 630 députés et les 315 sénateurs de la IXe législature de la Chambre des députés et du Sénat de la République.
Anticipé d'un an par rapport au terme de la VIIIe législature, ce scrutin est la conséquence de la chute du cinquième gouvernement d'Amintore Fanfani, contraint à la démission après le retrait du Parti socialiste italien (PSI).
Les élections se tiennent tout juste deux ans après que la Démocratie chrétienne (DC) a dû céder la présidence du Conseil des ministres au secrétaire du Parti républicain italien (PRI) Giovanni Spadolini, premier laïque à accéder à la direction de l'exécutif après 35 ans de pouvoir ininterrompu des démocrates chrétiens.
La DC sort une nouvelle fois vainqueur de ces élections parlementaires, mais avec un score fortement diminué, passant pour la première fois sous les 35 % des exprimés, tandis que le PCI stagne. Ce scrutin voit en effet une forte progression des petits partis, notamment le Parti républicain italien (PRI), qui profite d'un « effet Spadolini » pour doubler sa représentation parlementaire, et le PSI, qui repasse les 10 % à la Chambre des députés.
Six semaines plus tard, le PSI accède au pouvoir par la nomination de son secrétaire Bettino Craxi à la présidence du Conseil. Premier socialiste à diriger le gouvernement italien, il gouverne avec le soutien du Pentapartito, une alliance de cinq partis dominée par la DC. Avec Sandro Pertini à la présidence de la République, c'est la première fois qu'un autre parti que la Démocratie chrétienne contrôle deux charges suprêmes de la République italienne.

## Contexte

### Le PCI en recul
Aux élections parlementaires anticipées des 3 et 4 juin 1979, la scène politique reste globalement stable par rapport au scrutin tenu trois ans plus tôt. Toujours premier parti d'Italie, la Démocratie chrétienne (DC) continue de dominer le Parlement en réunissant 38,3 % des suffrages exprimés à la Chambre des députés et au Sénat de la République.
À l'inverse, le Parti communiste italien (PCI) ne profite pas de ses trois années passées à ne pas s'opposer aux gouvernements de Giulio Andreotti. Avec 30,4 % des voix à la Chambre et 31,5 % au Sénat, il perd un total de 34 parlementaires, soit une représentation en baisse de 10 %. La troisième place reste attribuée au Parti socialiste italien (PSI), qui réunit 9,8 % des suffrages à la chambre basse et 10,4 % à la chambre haute, repassant le seuil des 60 députés et 30 sénateurs.
Il est suivi par le Mouvement social italien – Droite nationale (MSI-DN), en recul avec 5,3 % des voix à la Chambre des députés et 5,7 % au Sénat de la République. Il devance ainsi le Parti social-démocrate italien (PSDI), qui totalise 3,8 % des suffrages exprimés à la Chambre et 4,2 % au Sénat. La sixième place revient au Parti radical (PR), un petit parti anticlérical et libertaire qui profite à plein de sa mobilisation pour les référendums abrogatifs de 1978 : il parvient à remporter 3,5 % des exprimés à la chambre basse mais seulement 1,3 % à la chambre haute, dont il est la huitième force. Il surpasse ainsi le Parti républicain italien (PRI), qui obtient 3 % des voix à la Chambre des députés et 3,4 % au Sénat de la République, où il occupe la sixième position.
Aux élections européennes du 10 juin suivant, la DC rassemble 36,5 % des voix, contre 29,6 % pour le PCI et 11 % pour le PSI. Avec 5,5 %, le MSI-DN se classe quatrième. Il devance le PSDI, qui totalise 4,3 %, et le PR, qui rassemble 3,7 %. Le Parti libéral italien (PLI) atteint 3,6 %.
À l'ouverture de la VIIIe législature le 20 juin 1979, la députée communiste de Parme Nilde Iotti est élue présidente de la Chambre des députés avec 433 voix contre 33 au député social-démocrate de Rome Leonardo Sciascia et 109 bulletin blancs. Deuxième communiste après Pietro Ingrao à accéder à l'une des quatre charges suprêmes de l'État italien, elle en est la première femme titulaire. Parallèlement, le sénateur à vie démocrate chrétien Amintore Fanfani est réélu président du Sénat de la République, remportant 264 suffrages contre 12 au sénateur néofasciste des Pouilles Araldo Crollalanza et 28 votes blancs.

### Cossiga: deux gouvernement en huit mois

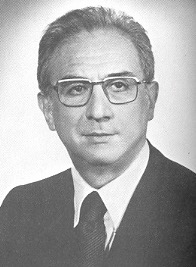
Francesco Cossiga, premier président du Conseil de la.

Après avoir fait appel sans succès au démocrate chrétien Giulio Andreotti, au socialiste Bettino Craxi et au démocrate chrétien Filippo Maria Pandolfi, le président de la République Sandro Pertini nomme le 5 août le démocrate chrétien Francesco Cossiga au poste de président du Conseil des ministres et assermente son premier gouvernement le jour même. Il consiste en une coalition unissant la DC, le PSDI et le PLI qui bénéficie du soutien sans participation du PSI et du PRI.
Le 6 janvier 1980, la mafia sicilienne assassine par balles le président démocrate chrétien de la région autonome de Sicile Piersanti Mattarella, fils de l'ancien ministre Bernardo Mattarella et frère du futur président de la République Sergio Mattarella.
Socialistes et républicains annoncent au bout de huit mois le retrait de leur appui extérieur. Ne bénéficiant plus de majorité, Cossiga remet sa démission au chef de l'État le 19 mars 1980. Après quatre jours de rencontres, Pertini appelle le président du Conseil démissionnaire à reconstituer une coalition. La DC, le PSI et le PRI parviennent à un accord le 30 mars et le gouvernement Cossiga II est assermenté au palais du Quirinal le 4 avril.
Environ deux mois plus tard se tiennent les élections régionales dans les 15 régions à statut ordinaire. La Démocratie chrétienne obtient 36,8 % des voix et s'impose dans dix territoires, contre cinq au Parti communiste qui rassemble 31,5 %. Par rapport au scrutin tenu cinq ans plus tôt, la DC reprend l'avantage sur le PCI dans le Latium et le Piémont.
Cossiga renonce à la direction du gouvernement le 28 septembre, au lendemain du rejet à une seule voix près par la Chambre des députés d'un décret-loi de mesures économiques d'urgence. Quelques heures avant ce vote, il avait pourtant obtenu à une large majorité la confiance des députés.

### Forlani et le scandale P2

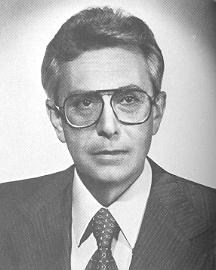
Arnaldo Forlani, président du Conseil lors du scandale P2.

Le 3 octobre, le président Pertini confie un mandat exploratoire au député démocrate chrétien d'Ancône et ancien ministre des Affaires étrangères Arnaldo Forlani. Celui-ci envisage la constitution d'une alliance à cinq partis, qui réunirait la DC, le PSI, le PSDI, le PRI et le PLI.
Toutefois, les socialistes rejettent l'idée d'une participation gouvernementale des libéraux et le mandataire présidentiel construit une majorité parlementaire à quatre identique au centre gauche « organique » cher à feu Aldo Moro. Le gouvernement prête serment le 18 octobre, concluant trois semaines de crise gouvernementale par un élargissement de la majorité sortante.
En mars 1981, lors d'une perquisition menée à Castiglion Fibocchi dans le cadre de l'enquête sur les affaires du sulfureux banquier Michele Sindona, deux juges d'instruction découvrent une liste de membres de la loge maçonnique Propaganda Due (P2). Dirigée par l'homme d'affaires Licio Gelli et radiée par le Grand Orient d'Italie cinq ans plus tôt, elle réunit environ 1 000 personnes de l'élite politique, administrative et économique du pays et se trouve impliquée dans des assassinats et des scandales financiers.
L'Italie se rend deux mois plus tard aux urnes, pour cinq référendums abrogatifs le 17 mai. Quatre sont organisés à l'initiative du Parti radical, qui souhaite voir disparaître la « loi Reale » de 1975 relative à l'ordre public, l'emprisonnement à perpétuité, l'autorisation de détenir et porter une arme à feu, et les limites imposées à l'interruption volontaire de grossesse (IVG). Le cinquième référendum se tient du fait de la mobilisation du Mouvement pro-vita et a pour objectif l'abrogation de la loi autorisant l'IVG. Plus de 79 % des inscrits se déplacent et rejettent les cinq demandes soumises au vote par 68 % à 88 % de « Non ».
La liste des membres de la loge P2 est rendue publique à peine quatre jours après le scrutin. Outre des personnalités du monde des affaires comme Silvio Berlusconi ou le prétendant au trône Victor-Emmanuel de Savoie, y figurent les noms de sept membres du cabinet de Forlani : le ministre socialiste du Commerce extérieur Enrico Manca, le ministre démocrate chrétien du Travail Franco Foschi, et cinq secrétaires d'État. Face au scandale, le président du Conseil remet sa démission cinq jours plus tard au chef de l'État. Ce dernier doit donc mener une quatrième série de consultations en seulement deux ans.

### Le premier laïque à la présidence du Conseil

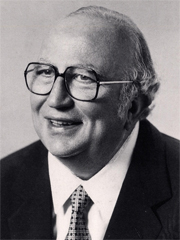
Giovanni Spadolini, premier président du Conseil de la République non-issu de la DC.

Sandro Pertini décide le 28 mai 1981 de confier une nouvelle fois la mission de constituer une majorité à Arnaldo Forlani. Après quatre jours de discussions, le président du Conseil démissionnaire recommande au chef de l'État de prononcer la dissolution du Parlement, mais le président de la République rejette cette option et confirme Arnaldo Forlani. Finalement celui-ci renonce à son mandat exploratoire le 10 juin.
Comme en 1979 avec Ugo La Malfa puis Bettino Craxi, Pertini fait alors le choix de confier la formation du nouveau cabinet à une personnalité extérieure à la Démocratie chrétienne. Il en appelle donc le 11 juin à l'ancien journaliste Giovanni Spadolini, sénateur de Lombardie, ex-ministre des Biens culturels et actuel secrétaire du Parti républicain italien. Après une semaine de rencontres, il accepte formellement la mission de constituer l'exécutif italien.
Il présente son premier gouvernement le 29 juin suivant. Il est formé d'une coalition à cinq partis — qui reçoit le surnom de Pentapartito — entre la DC, le PSI, le PSDI, le PRI et le PLI. Les quatre derniers ont tous été à une certaine époque des alliés de la Démocratie chrétienne, mais c'est la première fois qu'ils siègent ensemble au sein du gouvernement. De même, c'est la première fois de l'histoire républicaine que la présidence du Conseil échappe à un démocrate chrétien. Ainsi la DC ne compte plus qu'un titulaire d'une des quatre charges suprêmes de l'État, le président du Sénat, ce qui en fait sa plus faible représentation institutionnelle depuis la proclamation de la République.
Les désaccords économiques au sein de la majorité amènent les socialistes à s'en retirer le 6 août 1982, conduisant tout le cabinet à démissionner le lendemain. Ayant passé un an, un mois et une semaine au pouvoir, il détient le record de longévité de la législature. Cinq jours plus tard, Sandro Pertini demande à Spadolini de remettre sur pied un gouvernement. Les négociations sont marquées le 20 août par la mort à 77 ans de Guido Gonella, fondateur de la DC et de la République. La liste des ministres est présentée trois jours après et le gouvernement Spadolini II est assermenté immédiatement.
Ce nouvel exécutif tient moins de trois mois : le 13 novembre, Giovanni Spadolini doit de nouveau se démettre en raison d'un grave désaccord entre le ministre socialiste des Finances Rino Formica et le ministre démocrate chrétien du Trésor Nino Andreatta concernant la séparation des biens publics entre la Banque d'Italie et le Trésor public.

### Finalement, des élections anticipées

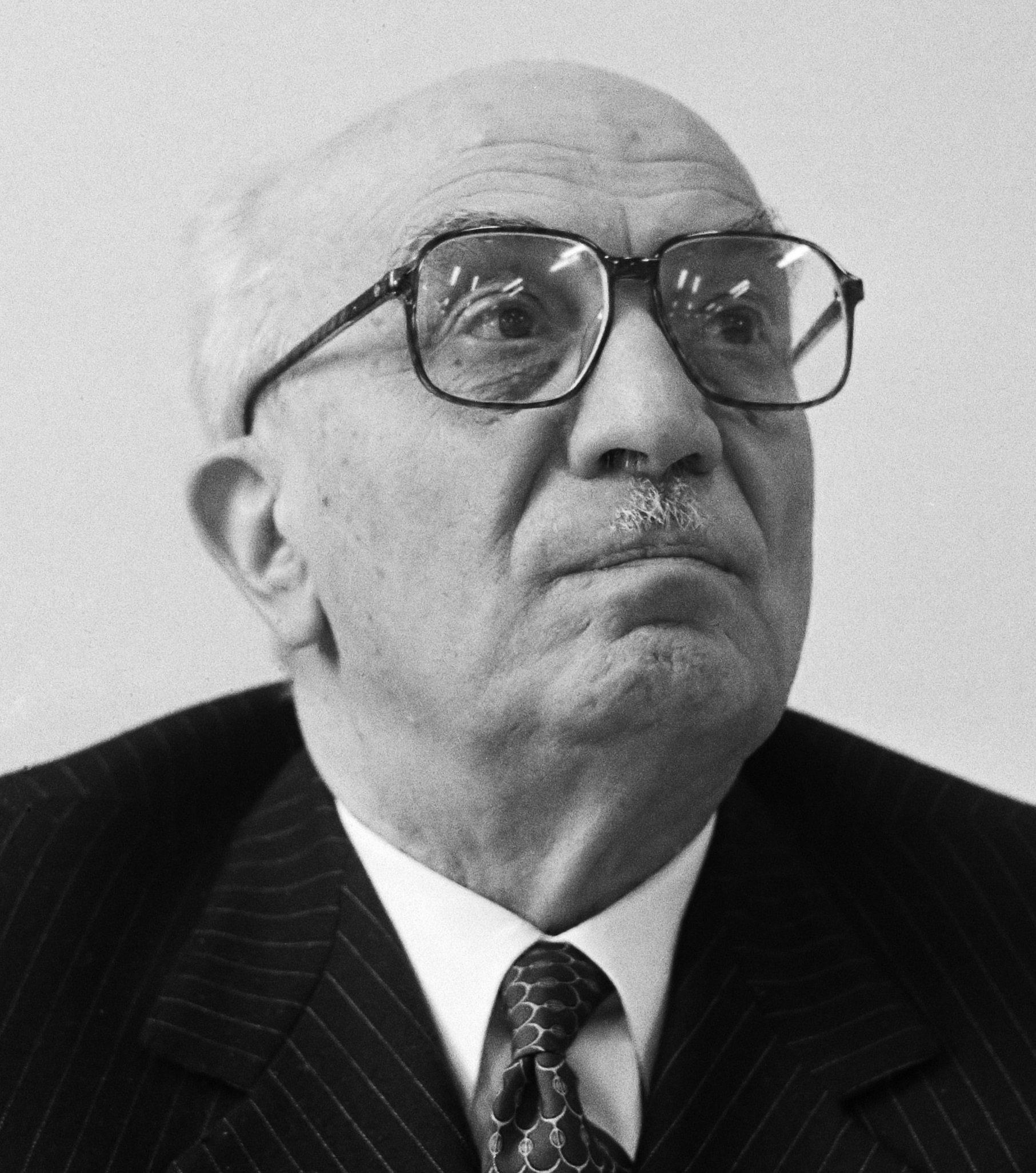
Amintore Fanfani échoue à aller au terme de la législature.

Après 17 mois de présidence laïque, le chef de l'État fait de nouveau appel à un démocrate chrétien. Le président du Sénat Amintore Fanfani, qui a déjà dirigé quatre gouvernements, se voit confier le 16 novembre un mandat exploratoire et dit avoir l'intention de constituer un exécutif stable pour achever la législature, dont le terme naturel est alors prévu en juin 1984.
Il semble initialement parvenir à reconstituer la majorité à cinq, mais finalement le PRI choisit de se contenter d'un soutien sans participation. Le gouvernement Fanfani V entre en fonction le 1er décembre lors d'une cérémonie au palais présidentiel. Une semaine plus tard, le sénateur démocrate chrétien de Lombardie Tommaso Morlino est élu à la présidence de la chambre haute par 208 voix et 48 bulletins blancs.
Le comité central du PSI décide le 22 avril 1983, moins de six mois après l'investiture de Fanfani, de se retirer de la coalition, mettant le cabinet en minorité. Ce dernier démissionne sept jours plus tard et le 5 mai, Pertini prononce pour la seconde fois de son septennat la dissolution des deux chambres du Parlement.
Le lendemain de cette annonce, le président du Sénat meurt à 57 ans d'un arrêt cardiaque à sa résidence officielle. Lors de l'élection de son remplaçant convoquée le 12 mai, le sénateur démocrate chrétien de Lombardie Vittorino Colombo est élu par 245 suffrages et 19 votes blancs.

## Mode de scrutin

### Pour la Chambre des députés
La Chambre des députés (en italien : Camera dei Deputati) est élue au scrutin proportionnel plurinominal pour un mandat de cinq ans.
Le territoire italien est divisé en 32 circonscriptions, 31 plurinominales — qui comprennent toutes au moins deux provinces, sauf celles de Trieste — et la Vallée d'Aoste, qui n'élit qu'un représentant selon le scrutin uninominal majoritaire à un tour. Il n'y a pas de seuil électoral.
Le jour du vote, chaque électeur choisit dans sa circonscription une liste de candidats, et peut émettre jusqu'à quatre votes de préférence. À l'issue du scrutin, les sièges sont répartis à la proportionnelle d'Impériali et attribués en priorité aux candidats ayant reçu le plus grand nombre de voix préférentielles.
Les sièges qui n'ont pas été attribués et les voix qui n'ont pas été utilisées sont ensuite rassemblés au niveau national et distribués à la proportionnelle de Hare entre les formations politiques qui ont obtenu un député de circonscription ou 300 000 voix nationalement. Ces mandats de députés sont ensuite attribués, pour les partis qui en bénéficient, dans les circonscriptions où ils comptent le plus de votes résiduels.

### Pour le Sénat de la République
Le Sénat de la République (en italien : Senato della Repubblica) est élu au scrutin proportionnel plurinominal pour un mandat de cinq ans par les Italiens âgés d'au moins 25 ans.
Le territoire italien est divisé en 20 circonscriptions qui correspondent aux régions, 19 plurinominales et la Vallée d'Aoste, qui n'élit qu'un parlementaire selon le scrutin uninominal majoritaire à un tour. Conformément à l'article 57 de la Constitution de 1948, chaque région dispose d'au moins sept sénateurs, sauf le Molise qui en a deux. Il n'y a pas de seuil électoral.
Les circonscriptions sont divisées en un certain nombre de collèges électoraux (238 au total). Pour l'emporter dans un collège, un candidat doit réunir un nombre de suffrages équivalent à 65 % des votants au moins. Pour les collèges où ce seuil n'est pas atteint (313 sur 315 en 1979), les voix de chaque candidat sont regroupées par parti, au niveau régional, et les sièges à pourvoir sont distribués à la proportionnelle d'Hondt. Les mandats sont attribués, pour chaque parti, aux candidats ayant le plus fort quotient individuel (qui correspond au ratio entre les suffrages obtenus et le nombre de votants dans les différents collèges électoraux).

## Campagne

### Principales forces politiques
| Parti | Parti                                                                                     | Idéologie                                                       | Dirigeant          |
| ----- | ----------------------------------------------------------------------------------------- | --------------------------------------------------------------- | ------------------ |
|       | Démocratie chrétienne Democrazia Cristiana                                                | Centre Démocratie chrétienne, antifascisme, anticommunisme      | Ciriaco De Mita    |
|       | Parti communiste italien Partito Comunista Italiano                                       | Gauche Communisme, eurocommunisme, marxisme-léninisme           | Enrico Berlinguer  |
|       | Parti socialiste italien Partito Socialista Italiano                                      | Centre gauche Socialisme, social-démocratie, social-libéralisme | Bettino Craxi      |
|       | Mouvement social italien – Droite nationale Movimento Sociale Italiano - Destra Nazionale | Extrême droite Néofascisme, nationalisme, anticommunisme        | Giorgio Almirante  |
|       | Parti social-démocrate italien Partito Socialista Democratico Italiano                    | Centre gauche Social-démocratie, socialisme                     | Pietro Longo       |
|       | Parti radical Partito Radicale                                                            | Centre gauche Radicalisme, libertarisme, anticléricalisme       | Marco Pannella     |
|       | Parti républicain italien Partito Republicano Italiano                                    | Centre Républicanisme, mazzinisme                               | Giovanni Spadolini |

## Résultats

### Chambre des députés
| Parti                    | Parti                                                | Suffrages  | Suffrages | Sièges  | Sièges        |
| Parti                    | Parti                                                | Voix       | %         | Députés | +/-           |
| ------------------------ | ---------------------------------------------------- | ---------- | --------- | ------- | ------------- |
|                          | Démocratie chrétienne (DC)                           | 12 153 081 | 32,93     | 225     | 37            |
|                          | Parti communiste italien (PCI)                       | 11 032 318 | 29,89     | 198     | 3             |
|                          | Parti socialiste italien (PSI)                       | 4 223 362  | 11,44     | 73      | 11            |
|                          | Mouvement social italien – Droite nationale (MSI-DN) | 2 511 487  | 6,81      | 42      | 12            |
|                          | Parti républicain italien (PRI)                      | 1 874 512  | 5,08      | 29      | 13            |
|                          | Parti social-démocrate italien (PSDI)                | 1 508 234  | 4,09      | 23      | 3             |
|                          | Parti libéral italien (PLI)                          | 1 066 980  | 2,89      | 16      | 7             |
|                          | Parti radical (PR)                                   | 809 810    | 2,19      | 11      | 7             |
|                          | Démocratie prolétarienne (DP)                        | 542 039    | 1,47      | 7       | 1             |
|                          | Autres                                               | 1 184 182  | 3,21      | 6       | en stagnation |
|                          |                                                      |            |           |         |               |
| Votes valides            | Votes valides                                        | 36 906 005 | 94,18     |         |               |
| Votes blancs et nuls     | Votes blancs et nuls                                 | 2 282 177  | 5,82      |         |               |
| Total                    | Total                                                | 39 188 182 | 100,00    | 630     | en stagnation |
| Abstention               | Abstention                                           | 5 338 175  | 11,99     |         |               |
| Inscrits / participation | Inscrits / participation                             | 44 526 357 | 88,01     |         |               |

### Sénat de la République
| Parti                    | Parti                                                | Suffrages  | Suffrages | Sièges    | Sièges        |
| Parti                    | Parti                                                | Voix       | %         | Sénateurs | +/-           |
| ------------------------ | ---------------------------------------------------- | ---------- | --------- | --------- | ------------- |
|                          | Démocratie chrétienne (DC)                           | 10 077 204 | 32,41     | 120       | 18            |
|                          | Parti communiste italien (PCI)                       | 9 577 071  | 30,81     | 107       | 2             |
|                          | Parti socialiste italien (PSI)                       | 3 539 593  | 11,39     | 38        | 6             |
|                          | Mouvement social italien – Droite nationale (MSI-DN) | 2 283 524  | 7,35      | 18        | 5             |
|                          | Parti républicain italien (PRI)                      | 1 452 279  | 4,67      | 11        | 5             |
|                          | Parti social-démocrate italien (PSDI)                | 1 184 936  | 3,81      | 8         | 1             |
|                          | Parti libéral italien (PLI)                          | 834 771    | 2,69      | 6         | 4             |
|                          | Parti radical (PR)                                   | 548 229    | 1,76      | 1         | 1             |
|                          | Autres                                               | 1 591 404  | 5,12      | 6         | 2             |
|                          |                                                      |            |           |           |               |
| Votes valides            | Votes valides                                        | 31 089 011 | 93,07     |           |               |
| Votes blancs et nuls     | Votes blancs et nuls                                 | 2 313 128  | 6,93      |           |               |
| Total                    | Total                                                | 33 402 139 | 100,00    | 315       | en stagnation |
| Abstention               | Abstention                                           | 4 201 678  | 11,17     |           |               |
| Inscrits / participation | Inscrits / participation                             | 37 603 817 | 88,83     |           |               |

### Analyse
Alors que le taux de participation atteint son plus bas niveau de l'histoire républicaine en tombant sous la barre des 90 % des inscrits, ce scrutin est marqué par une sévère déconvenue pour la DC. En chute de près de cinq points par rapport à 1979, elle perd un total de 45 élus, soit plus de 10 % de sa représentation parlementaire. La relative stabilité de son principal opposant, le PCI, permet à celui-ci de renforcer son implantation territoriale : à la Chambre des députés, les communistes devancent les démocrates chrétiens dans les circonscriptions septentrionales de Milan et de Mantoue, tandis qu'au Sénat de la République ils débordent de nouveaux des « régions rouges » — Émilie-Romagne, Ombrie et Toscane — et de la Ligurie pour venir s'imposer dans les Marches et le Piémont. L'écart qui sépare les deux principaux partis du pays diminue de 1 786 300 voix, soit une baisse de 61 %.
Toujours en progression, le PSI repasse les 10 % à la Chambre et conforte ainsi sa place de troisième force parlementaire en gagnant 17 députés et sénateurs. Il est suivi d'assez loin par le MSI-DN, qui efface son échec du scrutin précédent en totalisant autant de nouveaux sièges que les socialistes.
C'est cependant le PRI qui tire son épingle du jeu parmi les petits partis : profitant de l'année et demie au pouvoir de son secrétaire Giovanni Spadolini, il fait un bond en dépassant pour la première fois de son histoire les 4 % des exprimés. Il établit même son record absolu en voix à la chambre basse avec près de 1 900 000 suffrages et un score supérieur à 5 % des voix. En gagnant 18 parlementaires, il double sa représentation au sein du Parlement et devient la cinquième force politique italienne. Il devance donc le PSDI, dont les faibles gains à la Chambre des députés sont compensés par une légère perte au Sénat de la République.

Carte de résultats des élections de 1983.
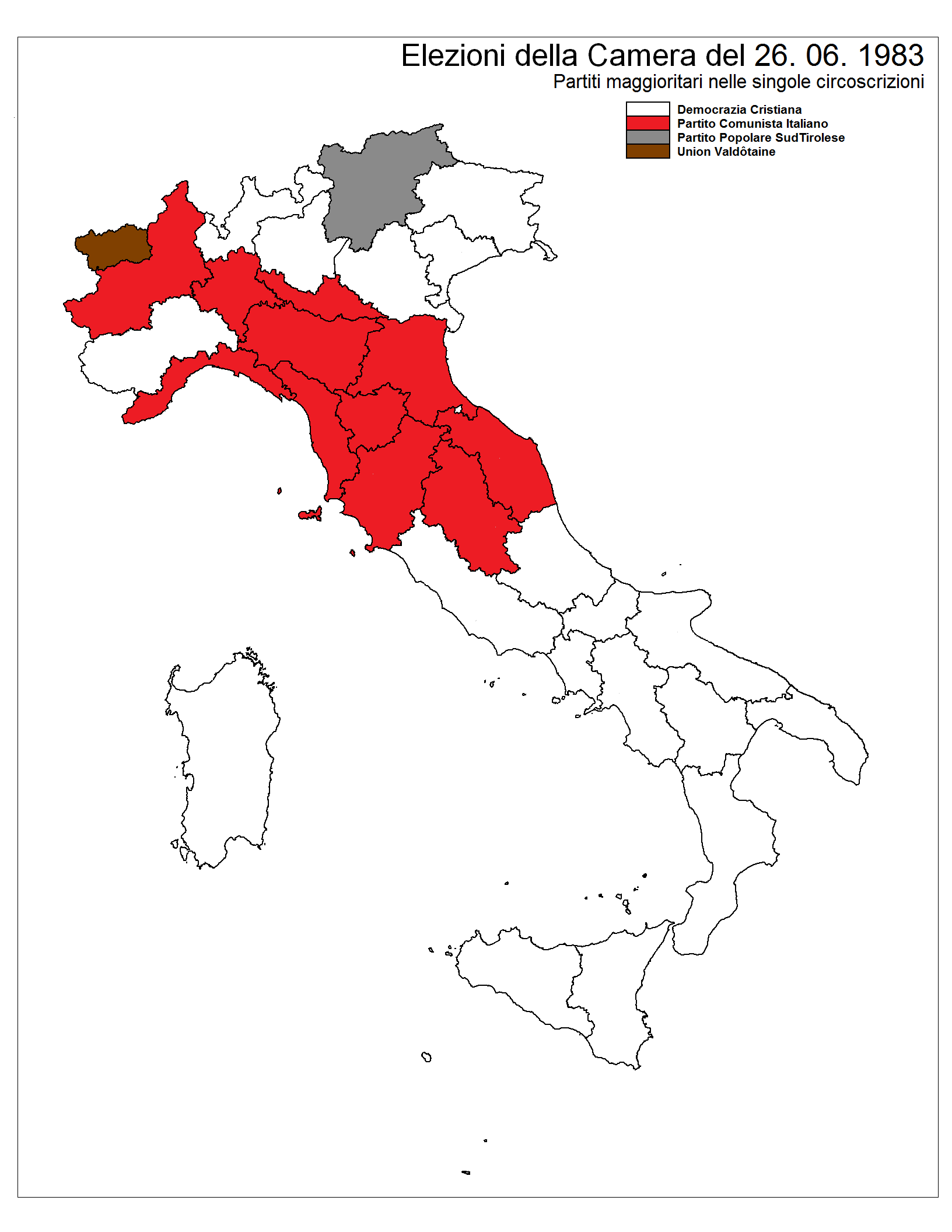
Parti en tête par circonscription à la Chambre des députés.
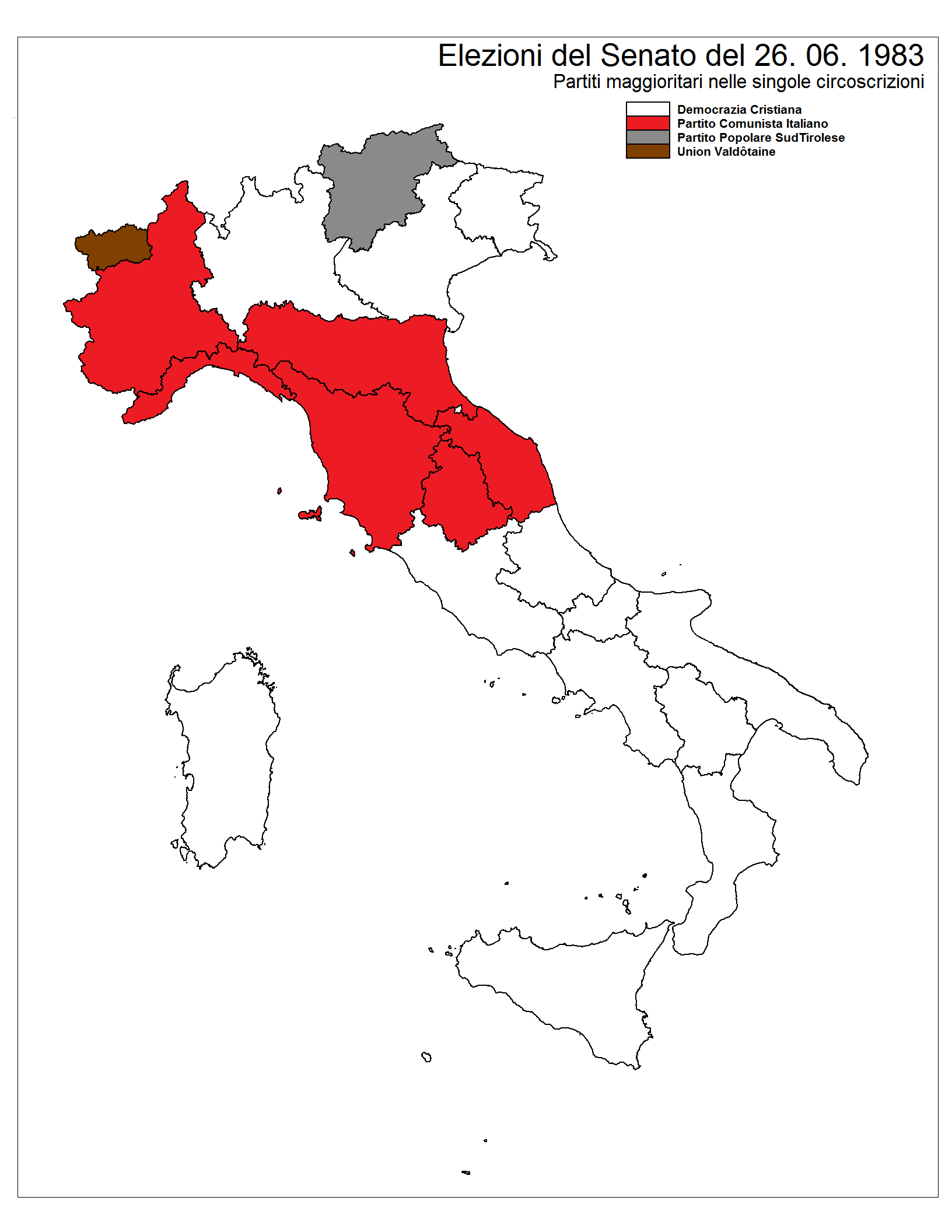
Parti en tête par circonscription au Sénat de la République.
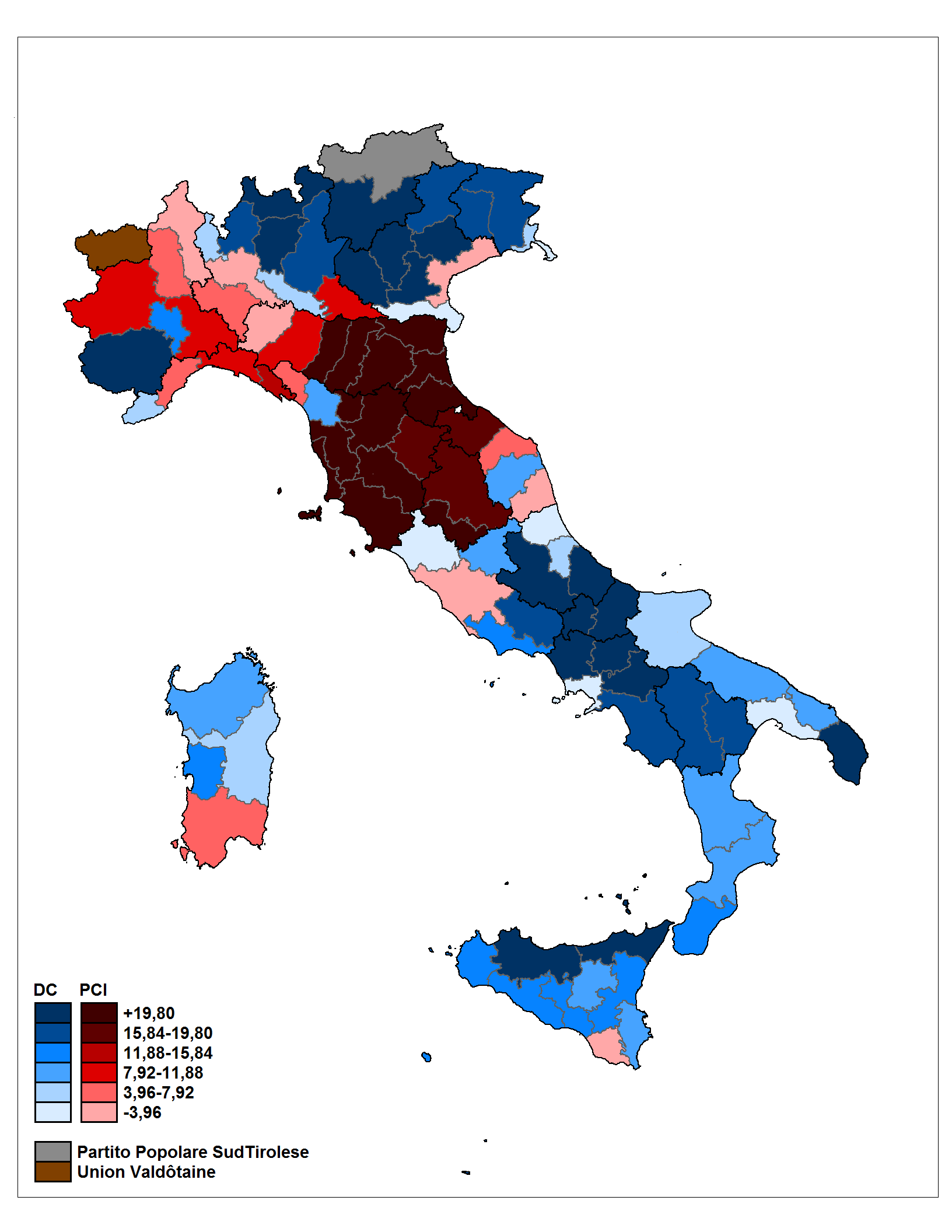
Écart entre la DC et le PCI par province à la Chambre des députés.

### Conséquences

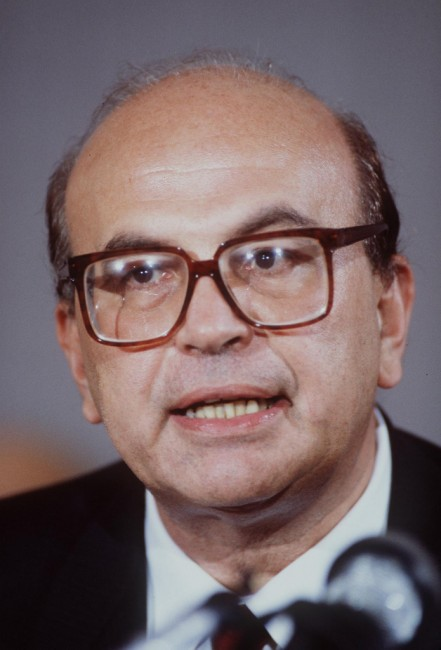
Bettino Craxi, premier socialiste président du Conseil.

Les pertes de la DC sont compensées par les quatre autres partis du Pentapartito, aussi cette coalition peut être reconduite puisqu'elle dispose d'une large majorité.
Lors de l'ouverture de la IXe législature le 12 juillet, la répartition des fonctions institutionnelles est confirmée. La députée communiste de Parme Nilde Iotti est ainsi réélue présidente de la Chambre des députés par 480 voix contre 48 au député néofasciste de Cagliari Alfredo Pazzaglia et 44 bulletins blancs. Au même moment, le sénateur démocrate chrétien de Sardaigne et ancien président du Conseil Francesco Cossiga est désigné président du Sénat de la République par 280 suffrages contre 18 au sénateur néofasciste des Pouilles Araldo Crollalanza et 12 votes blancs.
Moins de dix jours après l'ouverture de la nouvelle mandature, le président de la République Sandro Pertini confie au secrétaire du Parti socialiste italien Bettino Craxi la mission de constituer une nouvelle majorité. Il est le premier mandataire présidentiel à n'avoir jamais été ministre depuis Giovanni Leone 20 ans plus tôt et le premier depuis la proclamation de la République à n'avoir exercé aucune charge suprême de l'État.
Il présente le 4 août son premier gouvernement, composé de la DC, du PSI, du PRI, du PSDI et du PLI, remettant ainsi sur pied le Pentapartito de Spadolini. Celui-ci intègre d'ailleurs l'exécutif comme ministre de la Défense. Assermenté le même jour, Craxi devient le premier président du Conseil italien issu du Parti socialiste.